# فرانز فريدريك كول
فرانز فريدريك كول (بالألمانية: Franz Friedrich Kohl)‏ هو عالم حشرات نمساوي، ولد في 13 يناير 1851 في St. Valentin auf der Haide ‏ في إيطاليا، وتوفي في 15 ديسمبر 1924 في Traismauer ‏ في النمسا.